# Vera (filme)
Vera é um filme de drama biográfico brasileiro de 1986 dirigido e escrito por Sérgio Toledo, inspirado na autobiografia A Queda para o Alto, de Anderson Herzer. O filme é uma dramatização da história da vida real de Anderson Herzer (interpretado por Ana Beatriz Nogueira), um homem trans brasileiro que tenta se encontrar morando em um internato em São Paulo, mas é vítima de muitos preconceitos que traumatizaram sua vida eternamente. O elenco secundário é composto por Aída Leiner, Norma Blum, Carlos Kroeber e Raul Cortez.
A concepção do filme surgiu a partir de pesquisas realizadas na Fundação de Bem-Estar do Menor (Febem) para a composição do roteiro, além de basear-se nos relatos escritos por Anderson Herzer em seu livro, o qual foi publicado após a sua morte. O diretor de fotografia responsável foi Rodolfo Sánchez. O filme conta com recursos de orçamento fornecidos pela Embrafilme e pela iniciativa privada. Para a música, Arrigo Barnabé, Roberto Ferraz e Tércio da Motta assinaram o contrato. As filmagens começaram em 1985 e tiveram locações em São Paulo.
A interpretação de Ana Beatriz Nogueira foi aclamada pelos críticos e imprensa nacionais e internacionais e rendeu-lhe inúmeros prêmios, incluindo o Urso de Prata na categoria de Melhor Atriz no Festival Internacional de Cinema de  Berlim — tornando-a a segunda atriz brasileira a alcançar tal distinção — e um Prêmio Molière na categoria Melhor Atriz em Cinema. Em seu lançamento no Festival de Cinema de Brasília, a produção conquistou o prestigiado Troféu Candango nas categorias de Melhor Atriz (Nogueira), Melhor Som e Melhor Trilha Sonora.

## Enredo
Órfã, Vera Bauer (Ana Beatriz Nogueira) é uma jovem menina que vive em um internato, exposta a violências diversas em seu cotidiano. Ela luta para encontrar seu espaço num mundo cada vez mais complexo e hostil. Com o passar de sua adolescência, começa a desenvolver uma personalidade masculina e a ser impor em relação às outras meninas do internato. Ao completar seus dezoito anos, sai da instituição. Ela passa a ter ajuda de seu tutor, o professor Paulo Trauberg (Raul Cortez), que consegue empregá-la em um centro de pesquisas. Ela exige ser chamada pelo sobrenome Bauer, denominação de gênero neutra, mas seu corpo é o de uma mulher.  O processo de afirmação da identidade masculina – os gestos, a forma de caminhar, a fisionomia dura e os cabelos curtos – torna-se cada vez mais conflitante. No trabalho, conhece Clara (Aída Leiner) e tenta se aproximar dela. No desenvolvimento de um relacionamento com Clara, Bauer comporta-se como marido romântico e possessivo: escrevendo poesias para a amada e exigindo a ela fidelidade. Bauer demonstra cada vez mais seu desconforto com o corpo feminino, mesmo usando meios de esconder os seios, as menstruações reafirmam a condição feminina da personagem.

## Elenco
- Ana Beatriz Nogueira como Vera Bauer/ Bauer
- Aída Leiner como Clara Maria da Silva
- Raul Cortez como Dr. Paulo Trauberg
- Adriana Abujamra
- Cida Almeida como Maristela
- Norma Blum como Izolda
- Liana Duval como bibliotecária
- Abrahão Farc como Seu Marcondes
- Carlos Kroeber como diretor do internato
- Paulo Gorgulho como funcionário do internato
- Imara Reis como Helena Trauberg

## Antecedentes e produção

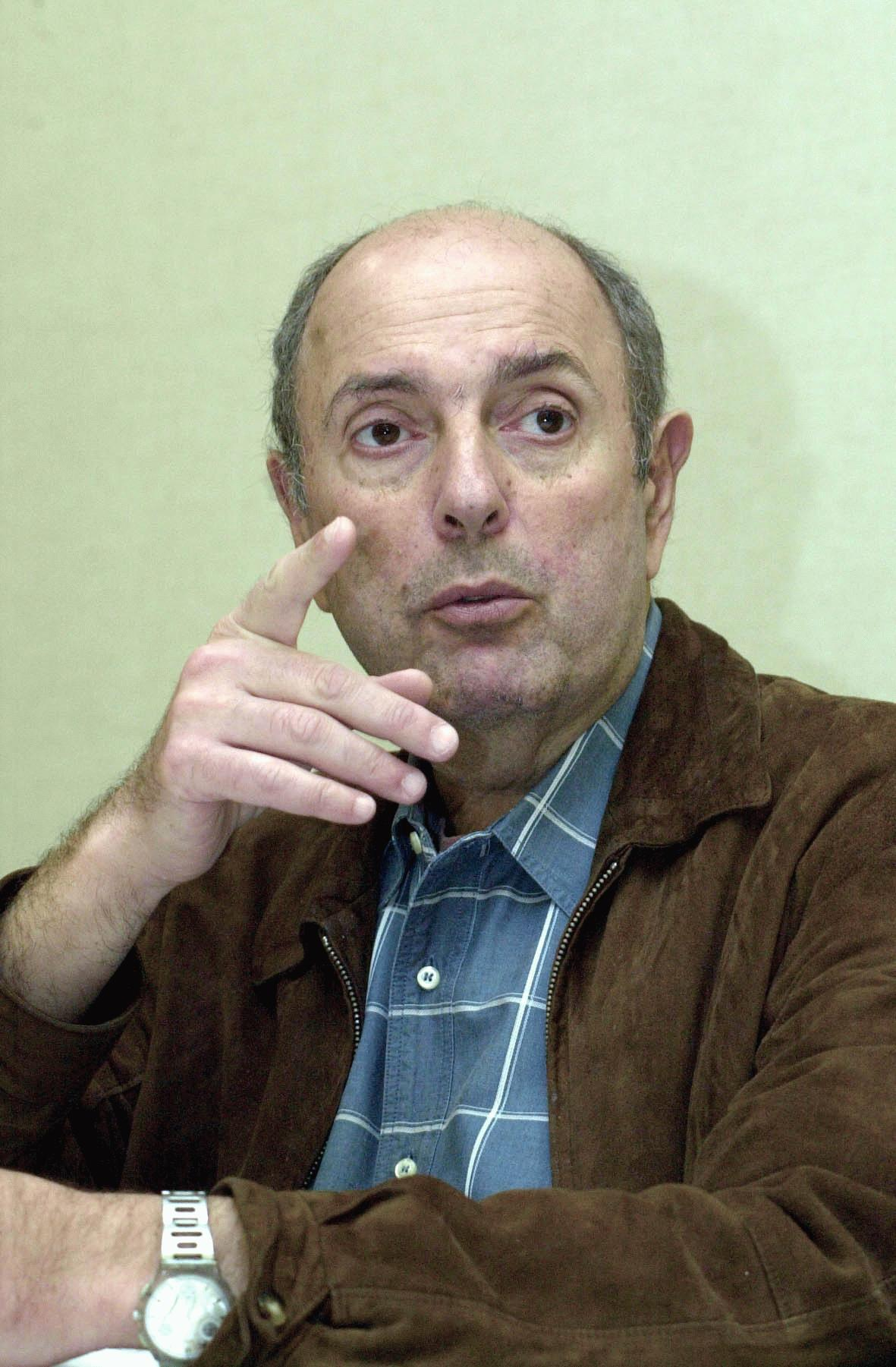
Antes de produzir Vera, o diretor do filme havia adquirido experiência no cinema sendo assistente de Héctor Babenco (foto).

Antes de Vera, o cineasta Sérgio Toledo Segall havia dirigido o documentário Braço Cruzado, Máquinas Paradas, sendo esse seu primeiro trabalho de ficção como diretor. No entanto, ele havia trabalhado como assistente de Héctor Babenco na produção de seus filmes.
A obra é inspirada na vida do escritor brasileiro transgênero Anderson Herzer, nascido em Rolândia, no Paraná através da personagem Vera. Teve seu pai assassinado ainda na infância e mãe o abandonou ainda na primeira infância. Desde cedo, de acordo com seus registros escolares, se envolveu em brigas e com álcool. Subsequentemente, tornou-se viciado em drogas que o levou para a Fundação Estadual do Bem-Estar do Menor (FEBEM), onde permaneceu até os 17 anos, quando o então deputado estadual Eduardo Suplicy, comovido com seus poemas, o deu uma oportunidade em seu gabinete e uma vida livre. No filme, Suplicy é retratado através do personagem Dr. Paulo Trauberg, interpretado por Raul Cortez.

### Desenvolvimento
A concepção do roteiro do filme exigiu uma pesquisa ao longo de um ano, para que se pudesse estruturar um enredo que abordasse a realidade de "Vera" com excelência. Para isso, Sérgio trabalhou na Fundação de Bem-Estar do Menor (Febem), em hospitais psiquiátricos e em guetos da cidade de São Paulo. Segundo ele, nos "guetos paulistas" existe uma produção em massa de diversas "Veras", onde as meninas apresentavam um comportamento caricatural, vivendo no masculino de forma "clicherizada".
Para o papel da protagonista, uma órfã que assume personalidade masculina, a produção do filme realizou testes com mais de trezentas atrizes. A produção procurava uma atriz pouco conhecida para estrelar o filme, para evitar que o público a visse com uma visão estigmatizada. O diretor (Toledo) conta, em entrevista ao jornal O Globo em 1987, que já estava "sem esperanças" de encontrar alguém que preenchesse os requisitos para o papel, até que Ana Beatriz Nogueira, com então 19 anos, realizou o teste em São Paulo e surpreendeu toda a equipe. O filme marcou a estreia da atriz no cinema, à época ela tinha apenas alguma experiência no teatro e pequenas participações na televisão. Durante as filmagens do filme, Ana Beatriz e Sérgio Toledo iniciaram um namoro, que viria a se tornar um casamento.

## Lançamento
A pré-estreia mundial de Vera ocorreu em outubro de 1986 no Festival Internacional de Cinema de São Paulo. Em fevereiro de 1987, foi lançado na Alemanha durante o 37° Festival Internacional de Cinema de Berlim, onde concorreu ao prestigiado Urso de Ouro de Melhor Filme. Em 16 de outubro de 1987 foi lançado nos Estados Unidos com sessões em Nova Iorque.[carece de fontes?] Na Alemanha, foi lançado no circuito comercial em 11 de maio de 1989.

### Nos cinemas do Brasil
No Brasil, o lançamento nos cinemas ocorreu após a obra passar por uma extensa lista de festivais de cinema nacionais e internacionais. Em abril de 1987, foi lançado em São Paulo, onde reuniu mais de 40 mil espectadores. Vera teve sua estreia comercial nos cinemas cariocas numa quinta-feira em 28 de maio de 1987. O filme teve estreia em um momento difícil para o cinema brasileiro, o qual tinha suas produções desvalorizadas pelas distribuidoras. Semanas antes de seu lançamento, outro filme brasileiro havia sido lançado no Rio de Janeiro, A Cor do Seu Destino, de Jorge Durán, permanecendo apenas duas semanas em cartaz. Sobre a situação, Sérgio Toledo havia dito em entrevista não temer o sucesso de Vera: "Este paradoxo não vai ofuscar o brilho de Vera", afirmou em entrevista.

## Recepção

### Resposta dos críticos
As críticas especializadas em geral foram bastante elogiosas ao filme. O filme chamou atenção por ser um dos pioneiros a discutir o tema de transexualidade no cinema brasileiro. Dois pontos chamaram atenção da crítica: a ambiguidade da personalidade de Vera e a qualidade técnica do filme, além do desempenho do elenco. José Silveira Trevisan, cineasta e escritor, escreveu que o filme trata da "não identidade" de Vera: "Bauer/Vera não sabe quem é nem quem será, [...] Bauer/Vera existe numa terra estranha: ele/ela vive a experiência de não estar em lugar nenhum, mesmo estando". Nesse escopo, a identidade do personagem é continuamente questionada e a performance de Ana Beatriz Nogueira é baseada na desconstrução de sua personagem.
Fernão Ramos, crítico de cinema do O Estado de S.Paulo, destacou os pontos técnicos do filme, elogiando a direção de fotografia de Rodolfo Sánchez, a qual é estruturada a partir de "claros e sombras bem-acentuados e marcados". Para Ramos, a construção da identidade visual de Vera o aproxima do momento vivido pelo cinema da cidade de São Paulo. O crítico Carlos Alberto Mattos pontuou que a cinematografia do filme exterioriza o sentimento da protagonista em suas dificuldades psicológicas, no qual os espaços do reformatório e do ambiente de trabalho demonstram o sentimento de desamparo e solidão. Segundo Mattos, o desenvolvimento do claro-escuro expressa "um mundo bipartido, um não esclarecimento que é fundamental para a plena apreensão da personagem pelo espectador".
Escrevendo para o website Revista Híbrida, Pejota Moraes disse: "A insistência de Bauer no decorrer de Vera pode beirar a histeria sob a ótica de quem se identifica como cisgênero na sociedade. E é esse debate que apresenta para o público geral o quanto pode ser angustiante tentar fazer valer a sua identidade quando ela não se enquadra em conceitos binários pré-estabelecidos. Para amenizar todo esse sofrimento, se você quer saber se alguém é homem ou mulher, talvez seja melhor simplesmente perguntar do que supor."

## Prêmios e indicações
Em 1986, no 19° Festival de Cinema de Brasília, Vera foi premiado com três Troféus Candango, nas categorias de Melhor Atriz para Ana Beatriz Nogueira, Melhor Trilha Sonora para Arrigo Barnabé, Roberto Ferraz e Tércio da Motta e Melhor Edição de Som para José Luiz Sasso. A performance de Ana Beatriz Nogueira foi amplamente elogiada e premiada em diversos festivais de cinema, os quais o filme exibido em mostras competitivas. Em fevereiro de 1987, o filme foi selecionado para o prestigiado Festival de Berlim, na Alemanha, onde concorreu ao Urso de Ouro de melhor filme e recebeu o Urso de Prata de melhor atriz (Nogueira). Durante o Festival des 3 Continents, em Nantes (França), a atuação de Ana Beatriz foi aclamada e ela recebeu dois prêmios de atuação, um concedido pelo público e outro pelo júri oficial do festival. Vera ainda concorreu ao prêmio principal de melhor filme na mostra competitiva do festival. A atriz ainda recebeu os prêmios de melhor atriz no Festival Internacional de Cinema de Locarno, na Suíça, concedido de forma especial pelo júri pelo fato do filme não ter concorrido na mostra competitiva, e foi eleita Melhor Atriz de Cinema pelo Prêmio Molière. Em 1988, durante o Prêmio Governador do Estado, concedido pelo Conselho Estadual de Cultura do Estado de São Paulo, o filme recebeu cinco prêmios: Melhor Direção, Melhor Atriz Coadjuvante para Aída Leiner, Melhor Fotografia, Melhor Edição de Som e Melhor Montagem.
| Ano  | Associações                                        | Categoria                              | Recipiente(s)                                    | Resultado | Ref.  |
| ---- | -------------------------------------------------- | -------------------------------------- | ------------------------------------------------ | --------- | ----- |
| 1986 | Festival de Cinema de Brasília                     | Melhor Filme                           | Vera                                             | Indicado  | [ 3 ] |
| 1986 | Festival de Cinema de Brasília                     | Melhor Atriz                           | Ana Beatriz Nogueira                             | Venceu    | [ 3 ] |
| 1986 | Festival de Cinema de Brasília                     | Melhor Trilha Sonora                   | Arrigo Barnabé, Roberto Ferraz e Tércio da Motta | Venceu    | [ 3 ] |
| 1986 | Festival de Cinema de Brasília                     | Melhor Som                             | José Luiz Sasso                                  | Venceu    | [ 3 ] |
| 1986 | Festival do Rio                                    | Troféu Redentor de Melhor Filme        | Vera                                             | Venceu    | [ 7 ] |
| 1987 | Festival Internacional de Cinema de Berlim         | Urso de Ouro (melhor filme)            | Vera                                             | Indicado  |       |
| 1987 | Festival Internacional de Cinema de Berlim         | Urso de Prata de Melhor Atriz          | Ana Beatriz Nogueira                             | Venceu    | [ 6 ] |
| 1987 | Festival dos Três Continentes de Nantes            | Melhor Filme                           | Vera                                             | Indicado  | [ 7 ] |
| 1987 | Festival dos Três Continentes de Nantes            | Menção Especial do Júri de Atuação     | Ana Beatriz Nogueira                             | Venceu    | [ 7 ] |
| 1987 | Festival dos Três Continentes de Nantes            | Melhor Atriz (Júri popular)            | Ana Beatriz Nogueira                             | Venceu    | [ 7 ] |
| 1987 | Festival Internacional de Cinema de Chicago        | Melhor Filme                           | Vera                                             | Indicado  |       |
| 1987 | Festival Internacional de Cinema de Locarno        | Melhor Atriz (Prêmio Especial do Júri) | Ana Beatriz Nogueira                             | Venceu    |       |
| 1987 | Festival Internacional de Cinema de Uppsala        | Melhor Filme                           | Vera                                             | Venceu    | [ 8 ] |
| 1987 | Festival Internacional de Filmes Alpinale Blundenz | Menção Honrosa do Júri                 | Vera                                             | Venceu    | [ 8 ] |
| 1987 | Prêmio Molière do Cinema Brasileiro                | Melhor Atriz                           | Ana Beatriz Nogueira                             | Venceu    |       |
| 1988 | Prêmio Governador do Estado de São Paulo           | Melhor Diretor                         | Sérgio Toledo                                    | Venceu    | [ 8 ] |
| 1988 | Prêmio Governador do Estado de São Paulo           | Melhor Atriz Coadjuvante               | Aída Leiner                                      | Venceu    | [ 8 ] |
| 1988 | Prêmio Governador do Estado de São Paulo           | Melhor Direção de Fotografia           | Rodolfo Sánchez                                  | Venceu    | [ 8 ] |
| 1988 | Prêmio Governador do Estado de São Paulo           | Melhor Edição de Som                   | José Luiz Sasso                                  | Venceu    | [ 8 ] |
| 1988 | Prêmio Governador do Estado de São Paulo           | Melhor Montagem                        | Tércio G. Mota                                   | Venceu    | [ 8 ] |